# Oeselsche Ritterschaft

Oesel (1798)

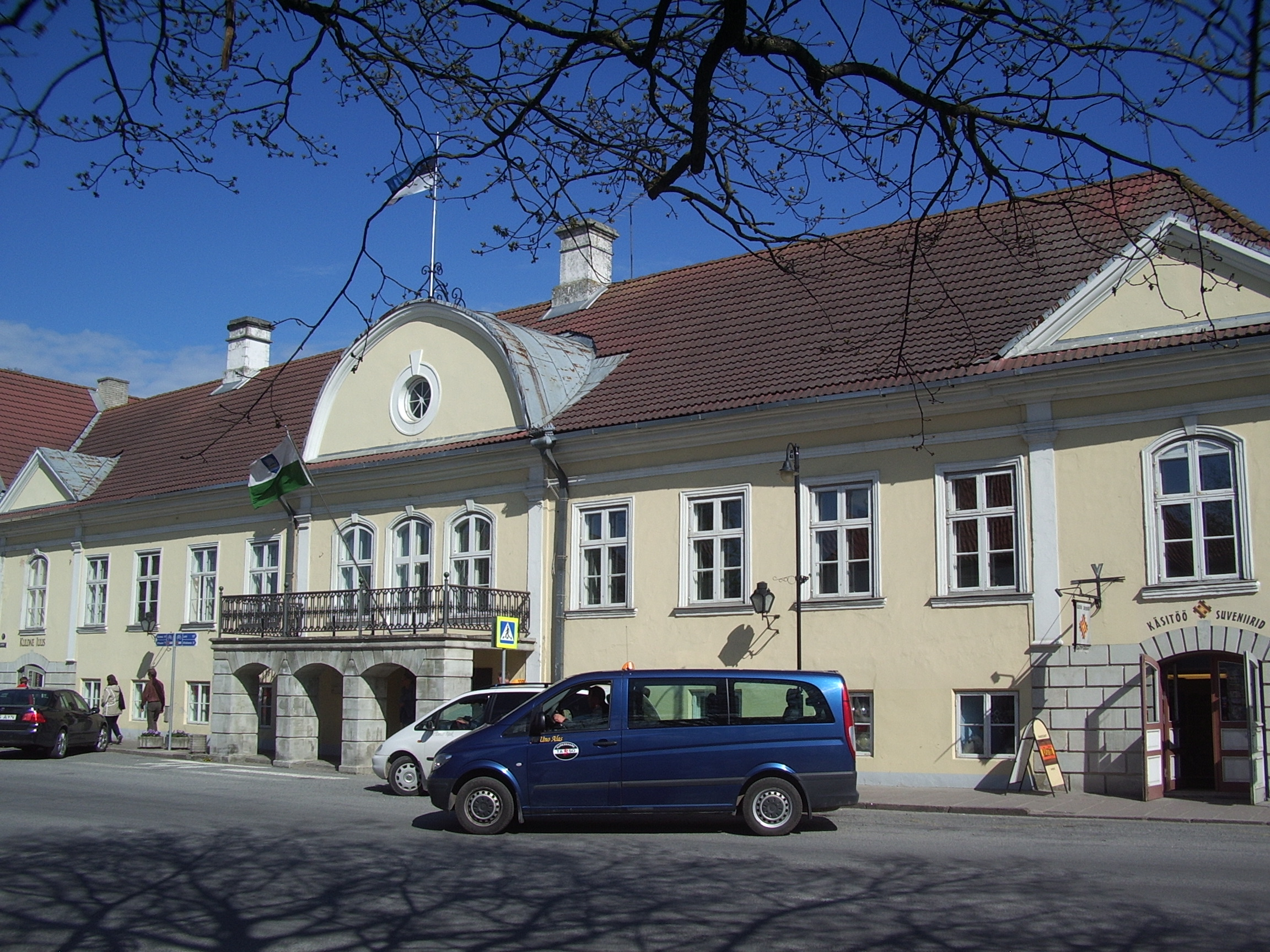
Rittershaus in Arensburg (2007)

Die Oeselsche Ritterschaft war von der zweiten Hälfte des 16. Jahrhunderts bis 1920 der politische und rechtliche Zusammenschluss des vornehmlich deutschbaltischen Adels auf der Insel Oesel im heutigen Estland. Durch die vom jeweiligen Souverän garantierten Standesprivilegien, den politischen Einfluss und den agrarischen Großgrundbesitz war die Ritterschaft außerhalb der Städte bis zum Ende des 19. Jahrhunderts die herrschende Schicht des Landes. Die Oeselsche Ritterschaft hatte ihren Sitz im „Ritterhaus“ in Arensburg.

## Geschichte
Innerhalb der einzelnen Territorien Altlivlands schlossen sich die Vasallengeschlechter zur Verteidigung und Erhaltung ihrer Rechte und Besitztümer zu „Ritterschaften“ zusammen. Diese korporativen Organisationen waren bereits im 14. Jahrhundert mit landständischen Rechten versehen und hoheitlich anerkannt.
Die Privilegien der Ritterschaften wurden bei wechselnden Souveränen jeweils bestätigt. So geschehen 1561 durch Sigismund II. August den König von Polen, 1629 durch Gustav II. Adolf den König von Schweden sowie 1710 durch Peter I. den russischen Zaren.
Im Zuge der Oktoberrevolution in Russland 1917 und der Wirren des Ersten Weltkriegs erklärten Estland am 24. Februar 1918 sowie Lettland am 18. November 1918 als Republiken ihre staatliche Unabhängigkeit von Russland. Versuche des deutschen Kaiserreichs, das Baltikum mit der Schaffung des Vereinigten Baltischen Herzogtums politisch unter deutsche Oberhoheit zu bringen, scheiterten im November 1918 endgültig. Die Oeselsche Ritterschaft wurde daraufhin als Körperschaft des öffentlichen Rechts aufgelöst.
Nach der estnischen Landreform vom 10. Oktober 1919 haben sich die auf Oesel verbliebenen deutschen Edelleute 1920 im „Oeselschen Gemeinnützigen Verband“ zusammengeschlossen. Diese Interessenvertretung ehemaliger Ritterschaftsfamilien wurde mit der Umsiedlung in den Warthegau in Folge des Hitler-Stalin-Pakt aufgelöst. Heute ist die Oeselsche Ritterschaft im 1949 gegründeten Verband der Baltischen Ritterschaften e. V. organisiert und pflegt vielfach Kontakte nach Oesel.

## Wappen der Ritterschaft

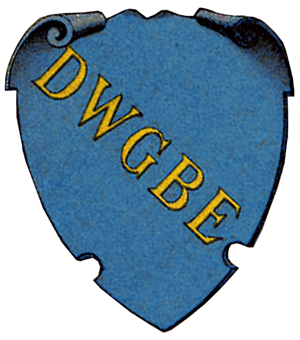
Wappen der Oeselschen Ritterschaft im Baltischen Wappenbuch (1882)

Das Provinzialrecht der Ostseegouvernements von 1845 beschreibt das Wappen wie folgt als:

„Das Wappen der Oeselschen Ritterschaft besteht in einem blauen, mit Laubwerk gezierten Schilde, über welchem sich ein Helm befindet. In dem Schilde stehen die Anfangsbuchstaben D. W. G. B. E. (d. h.: ‚De Wort Gottes blift ewig‘). Um den Helm flattert ein blaues Band, mit der Aufschrift: ‚Glow der Ritterschop [sic] in de Wick vnd vp Oesel.‘ Über dem Helme erhebt sich mit ausgebreiteten Flügeln ein Kranich, der von zwei Lorbeerzweigen beschattet ist.“

Anmerkung: Niederdeutsch eigentlich Ridderschop, so auch für gewöhnlich wiedergegeben. Hochdeutsch „Glaube der Ritterschaft in der Wiek und auf Oesel.“
Carl Arvid Klingspor kritisiert diese Blasonierung im Baltischen Wappenbuch als heraldisch fehlerhaft und gibt eine „zurechtgestellte“ Wappenbeschreibung an:

„Gelehnter Tartschenschild, Balken schräg-rechts, als Auffschrift die Initialen: D. W. G. B. E.; Stechhelm, vielleicht (offener) Bügelhelm(?), ungekrönt; Helmkleinod: zum Fluge geschickter Adler mit Zirkel; Helmdecken, mehrfach durchschlungen von einem Bande, mit der Auffschift: GLOW etc.“

Der Wahlspruch D. W. G. B. E. (hochdeutsch meist als „Das Wort Gottes bleibet ewiglich“ wiedergegeben) wurde um 1525 angenommen und bezieht sich auf die Devise Friedrichs des Weisen V. D. M. I. E. (verbum Domini manet in [a]eternum, nach 1 Petr 1,25 ), die ab 1522 als Zeichen der Bekenntnis zur Reformation populär wurde.

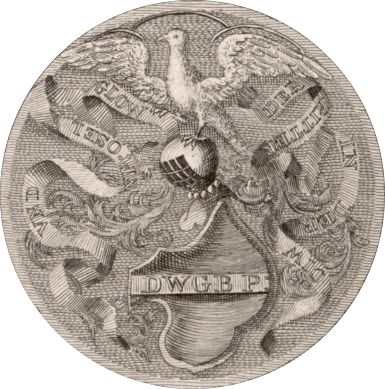
Detail der obigen Karte; Initialen auf einem Schrägbalken wie von Klingspor beschrieben, fälschlich P für E (1798)
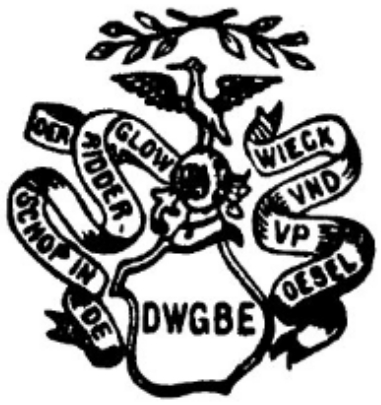
Wappen im Genealogischen Handbuch der Oeselschen Ritterschaft (1935)
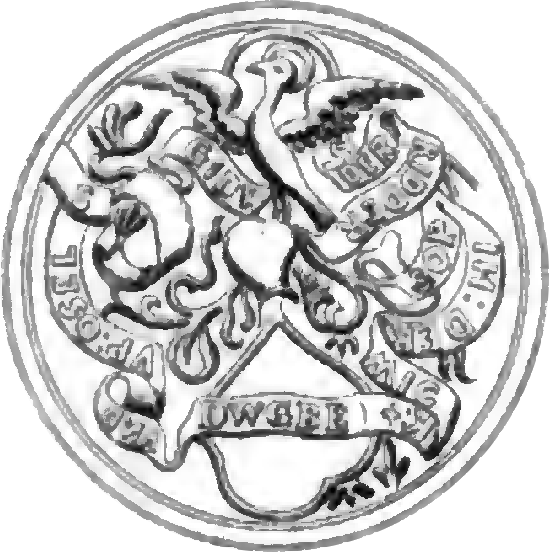
Siegel der Ritterschaft; Initialen auf dem über den Schild gelegten Spruchband (um 1525)

## Personen

### Ritterschaftshauptmänner
Von 1655 bis 1753 stand der Ritterschaft ein Ritterschaftshauptmann vor:
- 1655–1661: Friedrich Sasse
- 1661–9999: Odert von Poll der Ältere
- 1670–9999: Christian Poll
- 1699–1707: Johann von Vitinghoff
- 1707–9999: Carl Adam von Stackelberg (1669–1749)
- 1716–9999: Wolmar von Stackelberg
- 1720–1723: Friedrich Johann von Lode
- 1723–1726: Christian Friedrich von Poll
- 1726–1729: Karl Wilhelm von Stackelberg
- 1729–1732: Niclas von Krämer
- 1732–1737: Fredrich Johann von Lode
- 1737–1753: Otto Friedrich von Vietinghoff

### Landmarschälle

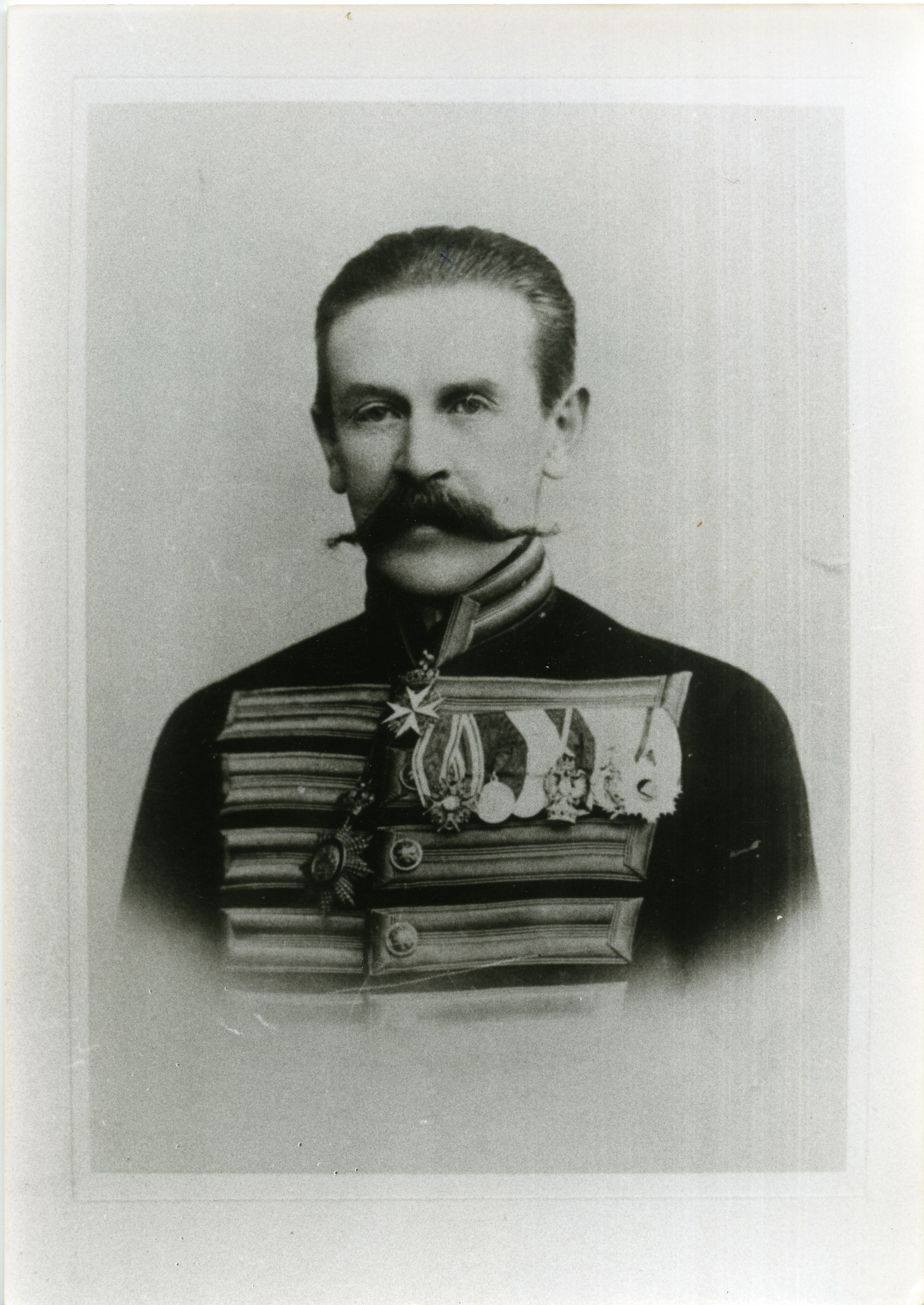
Alexander Peter Eduard von Buxhoeveden, letzter Landmarschall der Oeselschen Ritterschaft

Ab dem Jahr 1753 bis zur Auflösung wurde die Oeselsche Ritterschaft durch einen Landmarschall geführt:
- 1753–1760: Reinhold Gustav von Nolcken
- 1760–1765: Hermann Gustav von Weymarn
- 1762–1772: Carl Gustav von Güldenstubbe
- 1772–1780: Otto Frommhold von Buhrmeister
- 1780–1783: Johann Christoph von Nolcken
- 1797–1800: Karl Johann Gustav von Ekesparre
- 1800–1806: Georg Friedrich von Saß
- 1806–1808: Otto Frommhold von Buhrmeister
- 1808–1813: Otto Magnus von Buxhoeveden
- 1813–1816: Reinhold Friedrich Pilar von Pilchau
- 1816–1818: Peter Anton von Saß
- 1818–1841: Peter Wilhelm von Buxhoeveden
- 1843–1849: Georg Wilhelm von Ditmar
- 1849–1862: Karl Friedrich von Güldenstubbe
- 1864–1865: Karl Wilhelm Ottokar von Aderkas
- 1867–1876: Charles Freytag von Loringhoven
- 1876–1906: Oskar von Ekesparre
- 1906–1919: Alexander Peter Eduard von Buxhoeveden

## Zugehörigkeit
Die Adelsmatrikel wurde in den Jahren 1741 und 1742 fertiggestellt.

### Immatrikulierte Geschlechter
Innerhalb der Ritterschaft erloschene Geschlechter sind mit (†), im Mannesstamm gänzlich erloschene Familie sind mit (††) gekennzeichnet. Weiterhin können mehrere Linien, Zweige oder Häuser einer Familie getrennt und unabhängig voneinander immatrikuliert sein, weswegen Doppeltnennungen vorkommen.
- Aderkas
- Adlerberg (†)
- Agthe (†)
- Baer von Huthorn
- Baranoff
- Bartholomäi (†)
- Bekleschow (†)
- Bellingshausen (†)
- Berg a.d.H. Carmel (†)
- Berg a.d.H. Kandel (†)
- Bradke (†)
- Bruemmer (†)
- Bruiningk a.d.H. Hellenorm (†)
- Budde (††)
- Buddenbrook (†)
- Buhrmeister
- Buxhoeveden
- Cube
- Curland und Gahlen (†)
- Creutz (†)
- Dannenstern (†) [Daunenstern]
- Dellingshausen
- Derfelden (†)
- Dittmar (†)
- Eck (†)
- Ekesparre
- Essen
- Flemming (†)
- Freymann a. d. H. Nursie
- Freytagh-Loringhoven
- Gans (†)
- Gavel
- Gortschakow
- Graß a. d. H. Wittenpöwel (†)
- Grotenhielm (†)
- Güldenstubbe
- Guillemot de Villebois
- Guzkowski (†)
- Gyldenstubbe (†)
- Hahn
- Hahn a. d. H. Lahentagge Neu-Löwel
- Harrien (†)
- Harten
- Heller (†)
- Helmersen
- Hove (†)
- Hoyningen-Huene
- Knorre, Knorring
- Korff Schmysingk genannt Korff
- Kräfting (†)
- Krämer (†)
- Krüdener
- Kursell
- Lagerstjerna (†)
- Leps (†)
- Lieven
- Lilienfeld-Toal
- Lingen
- Lode (†)
- Löwis of Menar
- Luce (†)
- Ludewig (†)
- Minckwitz (†)
- Moeller, Moller a. d. H. Sommerpahlen
- Möller a. d. H. Kersel (†)
- zur Mühlen
- Nolcken
- Osten genannt Sacken
- Pahlen
- Palm (†)
- Patkul
- Pauffler (†)
- Peetz (†)
- Pilar von Pilchau
- Poll
- Preis (†)
- Rading (†)
- Rechenberg (†)
- Redkenhof (†)
- Rehekampff
- Rehren
- Rennenkampff
- Richter
- Roemlingen (†)
- Rubusch (†)
- Rungen (†)
- Samson-Himmelstjerna
- Saß
- Schmidt
- Schulmann
- Schuwalow
- Sege von Laurenberg (†)
- Sengbusch
- Ssuworow-Rimnikski Italiiski (†)
- Stackelberg
- Stärck (†)
- Stegeling (†)
- Stjernschantz (†)
- Strukoff (†)
- Szeliga-Mierzejewski
- Tideböhl (†)
- Tiesenhausen
- Tois (†)
- Toll
- Totleben (†)
- Transehe-Roseneck
- Treyden (††)
- Tunzelmann (†)
- Ungern-Sternberg
- Vegesack
- Vietinghoff-Scheel
- Wardenburg
- Wettberg (††)
- Weymarn
- Wilcken a. d. H. Wesselsdorf (†)
- Wolff
- Wrede
- Zoege Manteuffel (†)